# Xantolis longispinosa
Xantolis longispinosa är en tvåhjärtbladig växtart som först beskrevs av Elmer Drew Merrill, och fick sitt nu gällande namn av H.S.Low. Xantolis longispinosa ingår i släktet Xantolis och familjen Sapotaceae.
Artens utbredningsområde är Hainan (Kina). Inga underarter finns listade i Catalogue of Life.